# OPmobility
OPmobility (Euronext: POM) es un grupo industrial francés, creado en 1946 por Pierre Burelle y controlado por la familia de este último (Eliane Lemarié, Jean Burelle, Laurent Burelle, presidente y consejero delegado del grupo de 2001 a 2019). OPmobility funcionó bajo el nombre Plastic Omnium hasta el 27 de marzo de 2024.
Con una facturación de 9.200 millones de euros en 2019, el grupo emplea a 32.000 personas en 131 fábricas, 26 centros de I + D y 26 países de todo el mundo. Plastic Omnium cotiza en la Bolsa de París en el índice Next 150 y CAC Mid 60.